# 210º Reggimento d'assalto
Il 210º Reggimento d'assalto autonomo (in ucraino 210-й окремий штурмовий полк ?, 210-j okremyj šturmovyj polk, unità militare A4122) è un'unità di fanteria d'assalto delle Forze terrestri ucraine, subordinata al Comando operativo "Nord" e con base a Kiev.

## Storia
L'unità è stata creata il 10 marzo 2022, in seguito all'invasione russa dell'Ucraina, come 210º Battaglione operazioni speciali "Berlingo" (in ucraino 210-й окремий спеціальний батальйон «Берлінґо»?, 210-j okremyj special'nyj batal'jon «Berlingo»). Inizialmente formato da 175 volontari e inquadrato nella Brigata presidenziale "Atamano Bohdan Chmel'nyc'kyj", ha preso parte alla battaglia per la difesa di Kiev, respingendo un tentativo di sbarco sulla riva del bacino idrico di Kiev e contribuendo alla liberazione di diversi villaggi nell'oblast' di Kiev all'inizio di aprile 2022. Il battaglione venne creato con lo scopo di costituire piccoli gruppi di manovra mobili per tendere imboscate alle forze russe, venendo quindi equipaggiato con delle automobili civili Citroën Berlingo; perciò l'unità è stata soprannominata "Berlingo", nome successivamente divenuto ufficiale. Nei mesi seguenti il battaglione ha svolto missioni di combattimento nelle regioni di Sumy, Charkiv e Poltava.
Nel giugno 2022 il battaglione è stato distaccato dalla Brigata presidenziale, diventando un'unità autonoma e venendo impiegato in combattimento nell'oblast' di Donec'k. In particolare ha preso parte alla battaglia di Bachmut durante la primavera del 2023. A partire da novembre 2023 è stato invece schierato nel settore di Kup"jans'k.
Nell'agosto 2024 il battaglione è stato espanso al rango di reggimento, integrando personale proveniente dal 20º Battaglione della Brigata presidenziale, tra cui il comandante, tenente colonnello Pavlo Kurylenko.
Nell'agosto 2025 il comandante in capo delle Forze armate ucraine, Oleksandr Syrs'kyj, ha annunciato la costituzione delle Truppe d'Assalto come nuovo ramo dell'esercito ucraino, al fine di creare un comando unificato per i cinque reggimenti d'assalto al momento esistenti che rispondesse direttamente al comando supremo.

## Struttura
- Comando di reggimento[7]
- 1º Battaglione d'assalto
- 2º Battaglione d'assalto
- Compagnia ricognizione
- Compagnia droni d'attacco
- Compagnia genio

## Comandanti
- Tenente colonnello Pavlo Kurylenko (agosto 2024 - in carica)[8]